# Kanakysaurus viviparus
Kanakysaurus viviparus — вид сцинкоподібних ящірок родини сцинкових (Scincidae). Ендемік Нової Каледонії.

## Поширення і екологія
Kanakysaurus variabilis мешкають на крайній півночі Нової Каледонії та на островах Белеп. Вони живуть в прибережних заростях, галерейних лісах і чагарникових заростях макі, на висоті до 500 м над рівнем моря.

## Збереження
МСОП класифікує цей вид як такий, що перебуває під загрозою зникнення. Kanakysaurus viviparus загрожує знищення природного середовища та хижацтво з боку інвазивних ссавців.